# Kerkrade
Kerkrade  (in limburghese Kirkraoj, in ripuario Kirchroa, in tedesco Kirchrath) è una municipalità dei Paesi Bassi di 47.681 abitanti situato nella provincia del Limburgo nel sud-est dei Paesi Bassi
È la parte occidentale di una città divisa che comprende anche la città tedesca di Herzogenrath. Le due città, tra cui gli insediamenti suburbani periferici, hanno una popolazione che si avvicina ai 100.000 abitanti. Il confine di Stato è tracciato in prevalenza da una strada, la Nieuwstraat (letteralmente "strada nuova").

## Storia
La storia del comune di Kerkrade è strettamente legata a quella della città adiacente di Herzogenrath, appena oltre il confine tedesco la quale nasce come insediamento, chiamata Rode, vicino al fiume Verme (Wurm in tedesco) nel XII secolo.  Nel 1104 i monaci agostiniani fondarono un'abbazia, chiamata Kloosterrade, a ovest della città. Dopo il ducato di Brabante a prendere il controllo della regione, è il duca francese Rolduc (Rode-le-duc). Come è successo per molte regioni meridionali dei Paesi Bassi, la regione passò in mano di diverse casate negli ultimi secoli, stando sotto il dominio Spagnolo nel 1661, austriaco tra il 1713 e il 1785 e francese tra il 1795 e il 1813.  Nel 1815, quando si formò il regno dei Paesi Bassi, il confine è stato stabilito attraverso Herzogenrath e la parte occidentale del comune di Kerkrade. Nel XVIII secolo i monaci del duca Rolduc aprirono su piccola scala delle miniere di carbone determinando di fatto, verso il 1860, lo sviluppo del comune di Kerkrade. Quando la miniera Willem Sophia è stata aperta intorno al 1900, la città è cresciuta ancora più rapidamente, assorbendo antichi villaggi come Chèvremont. Nei decenni successivi al 1960, tutte le miniere di Limburg sono state chiuse. Uno degli edifici più antichi del comune è Erenstein, un castello le cui origini risalgono al XIV secolo.

## Società

### Musica
Dal 1951 si svolge ogni quattro anni il Wereld Muziek Concours, (letteralmente Concorso Musicale Mondiale, abbreviato WMC), manifestazione internazionale per bande musicali che attira circa 15.000 musicisti e 200.000 visitatori provenienti dai Paesi Bassi e dall'estero, rendendolo uno dei più grandi festival dei Paesi Bassi e il più importante festival di musica per fiati del mondo.